# Hiatomyia cyanea
Hiatomyia cyanea är en tvåvingeart som först beskrevs av Hunter 1896.  Hiatomyia cyanea ingår i släktet Hiatomyia och familjen blomflugor. Inga underarter finns listade i Catalogue of Life.